# Julius Rudolf von der Osten
Julius Rudolf von der Osten (* 14. März 1801 in Königsberg in der Neumark; † 30. November 1861 in Schönow, Kreis Pyritz) war ein deutscher Landrat und Rittergutsbesitzer.

## Leben
Er stammte aus der pommerschen uradligen Familie von der Osten. Er studierte an den Universitäten Berlin und Heidelberg Rechtswissenschaften. Während seines Studiums wurde er 1820 Mitglied des Corps Marchia Berlin, 1821 schloss er sich dem Corps Saxo-Borussia Heidelberg an. Nach dem Studium kaufte er sich 1835 das Rittergut Schönow im Kreis Pyritz in der Provinz Pommern.
Von 1851 bis 1857 war er Landrat des Kreises Pyritz. Von der Ritterschaft des Kreises Pyritz wurde er 1856 zum stellvertretenden Mitglied des 13. Provinziallandtages der Provinz Pommern gewählt, 1861 dann als Landrat a. D. zum Mitglied des 14. Provinziallandtages.
Er war einer von zwölf Präsentanten bei der Familienversammlung 1855 auf Gut Geiglitz, wo es um das Präsentationsrecht im Preußischen Herrenhaus ging und zugleich eine "v. der Osten-Stiftung" gegründet wurde. Nach dem Tod des Julius Rudolf von der Osten ging sein Gut Schönow an sieben Erben, schließlich wurde 1882 dieser Besitz verkauft.